# Classe Sa'ar 6
La classe Sa'ar 6 di corvette comprende quattro unità ordinate dalla marina militare israeliana nel maggio 2015. Il loro progetto deriva da quello della tedesca classe Braunschweig di corvette, e tutte le unità verranno costruite in Germania, con la prima unità che dovrebbe entrare in servizio nel 2019. Il governo tedesco contribuirà con un terzo del costo complessivo delle navi.
Le navi saranno caratterizzate da una bassa osservabilità radar e da un ponte di volo in grado di ospitare elicotteri, ma col piccolo hangar in grado di ospitare solo degli UAV. Le differenze con la classe Braunschweig potrebbero essere dettate da due possibili opzioni di scelta per gli israeliani: la classe Meko 80 da  1500 t di corvetta e il modello di OPV (Offshore Patrol Vessel, un  grosso pattugliatore) da 1.800-2.000 t; il costruttore sarà la ThyssenKrupp Marine Systems (TKMS), che in cambio comprerà beni in Israele per 150 milioni di Euro